# Stow Green Castle
Stow Green Castle, örtlich auch Castle Tump genannt, ist eine Burgruine in der Nähe des Dorfes St Briavels in der englischen Grafschaft Gloucestershire.
Die Burg soll nach der normannischen Eroberung Englands gebaut worden sein. Sie bestand aus einer kleinen Motte mit Ringwerk, das einst 35 Meter Durchmesser hatte. Heute haben die Überreste nur noch 25 Meter Durchmesser. Um den hohen Mound in der Mitte gab es einen Schutzgraben. Der Eingang zur Burg war auf der Südseite der Befestigung. Von der Burg aus konnte das Stowe Valley verteidigt werden und sie war vermutlich der Vorläufer von St Briavels Castle in derselben Gegend.